# Ігнатенко Марина Миколаївна
Ігнатенко Марина Миколаївна (нар. 20 квітня 1973 р.) — український вчений в галузі історії України, професор кафедри документознавства Університету Григорія Сковороди в Переяславі.
Народилася у м. Ніжині Чернігівської області, у родині освітян.

## Освіта
1990 року із золотою медаллю закінчила Чернігівську середню школу № 2.
1995 року закінчила з відзнакою Чернігівський державний педагогічний інститут імені Т. Г. Шевченка за спеціальністю «Історія і право» та здобула кваліфікацію «Вчитель історії і права». Навчалась в аспірантурі Чернігівського державного педагогічного інституту імені Т. Г. Шевченка упродовж 1995—1998 рр.
Захистила кандидатську дисертацію у спеціалізованій вченій раді Д 64.051.10 Харківського національного університету ім. В. Н. Каразіна (2004 р.). Тема : «Розвиток історичного краєзнавства на Чернігівщині у другій половині 20 ст.». 2006 року отримала вчене звання доцента.
Доктор історичних наук з 2010 р. (дисертацію захистила 2010 р. у спеціалізованій вченій раді Д 27.053.01 при Державному вищому навчальному закладі «Переяслав-Хмельницький державний педагогічний університет»). Тема дисертації: «Українське село соціально-економічні зміни (1991—2008 рр.)». Професор з 2011 року.

## Викладацька діяльність
З січня 1999 р. до квітня 2014 р. працювала у Республіканському вищому навчальному закладі «Кримський гуманітарний університет» (м. Ялта).  Упродовж 2014—2015 рр. — на посаді професора кафедри історії України Київського університету імені Б. Грінченка. З 2015 р. — завідувачка кафедри загальної історії, правознавства і методик навчання ДВНЗ «Переяслав-Хмельницький державний педагогічний університет імені Григорія Сковороди» (кафедра історії та культури України, кафедра загальної історії, правознавства і методик навчання, кафедра документознавства).
2015 року проходила стажування в Інституті історії України.

## Суспільно-громадська діяльність
Член громадської Національної спілки краєзнавців України, профспілки працівників освіти.

## Нагороди
На офіційному сайті університету Григорія Сковороди в Переяславі вказані нагороди Ігнатенко Марини Миколаївни: Почесні грамоти Міністерства освіти і науки Автономної Республіки Крим (2006, 2010), Міністерства освіти і науки України (2008), Президії верховної Ради Автономної республіки Крим (2013).
Подяки Національної спілки краєзнавців України за активну науково-дослідницьку та просвітницьку діяльність у популяризації історії рідного краю від «17» жовтня 2018 року, Уманського державного педагогічного університету ім. Павла Тичини за підготовку учасників ІІ етапу Всеукраїнської студентської олімпіади зі спеціальності «Історія» від «20» квітня 2019 року, ДВНЗ «Переяслав-Хмельницький» педагогічний університет імені Григорія Сковороди за підготовку студента-переможця ІІ етапу Всеукраїнської студентської олімпіади від «20» травня 2019 року.

## Наукові публікації
Видано 3 монографії:
1. Видима темрява. Українське село: тернистий шлях перехідної доби 1990—2000 рр[7].
2. Село на нашій України. Новітні політичні стереотипи та соціально-економічні детермінанти змін 1991—2008 рр[8].
3. Розвиток історичного краєзнавства на Чернігівщині у другій половині ХХ ст[9].

## Наукове керівництво
Науково-освітні проєкти, в яких брала участь:
Член журі Всеукраїнського конкурсу студентських наукових робіт зі спеціальності «історичні науки» (2016, 2017 рр., ДВНЗ «Переяслав-Хмельницький державний педагогічний університет імені Григорія Сковороди»).
Участь в атестації кадрів вищої кваліфікації: з 2016 р. — член Спеціалізованої вченої ради К 27.053.02 з захисту кандидатських дисертацій за спеціальністю 07.00.06 — історіографія, джерелознавство та спеціальні історичні дисципліни (ДВНЗ «Переяслав-Хмельницький державний педагогічний університет імені Григорія Сковороди»), член Спеціалізованої вченої ради Д 27.053.01 з захисту докторських і кандидатських дисертацій за спеціальностями 07.00.01 — історія України, 07.00.07 — історія науки і техніки.
За її керівництва підготовлено 2 кандидати історичних наук.